# Federazione pallavolistica del Libano
La Federazione libanese di pallavolo (eng. Lebanese Volleyball Federation, LVF) è un'organizzazione fondata per governare la pratica della pallavolo in Libano.
Organizza il campionato maschile e femminile, e pone sotto la propria egida la nazionale maschile e femminile.
Ha aderito alla FIVB nel 1949.